# روبرت فریتش
روبرت فریتش (به انگلیسی: Róbert Fritsch،  زادهٔ ۲۹ دسامبر ۱۹۹۴) یک کشتی‌گیر فرنگی‌کار اهل کشور مجارستان است.
از افتخارات وی می‌توان به کسب مدال نقره مسابقات قهرمانی کشتی جهان ۲۰۲۳ اشاره کرد.

## فعالیت حرفه‌ای

### قهرمانی کشتی جهان ۲۰۲۳
فریتش در وزن ۷۲ کیلوگرم کشتی فرنگی قهرمانی کشتی جهان ۲۰۲۳ بلگراد شرکت کرد، او در این مسابقات جمول جمابایف از ازبکستان، علی ارسلان از صربستان و شینگو هارادا از ژاپن را شکست داد و به فینال رسید. وی در دیدار نهایی به ابراهیم غانم از فرانسه باخت و به مدال نقره رسید.